# Jelpin
Jelpin – wieś w Armenii, w prowincji Wajoc Dzor. W 2011 roku liczyła 1209 mieszkańców.